# Darina Schmidt
Darina Schmidt (en russe : Дари́на Серге́евна Шмидт), né le 6 septembre 1983 à Léningrad, est une réalisatrice de films d'animation russe.

## Filmographie
- 2007 : La Petite Vassilissa (Маленькая Василиса)) (court métrage)
- 2016 : Ivan Tsarévitch et le Loup gris 3 (Иван Царевич и Серый волк 3)
- 2017 : Fabuleuses Aventures à Oz (Урфин Джюс и его деревянные солдаты), coréalisé avec Fiodor Dmitriev et Vladimir Toropchine
- 2019 : Ivan Tsarévitch et le Loup gris 4 (Иван Царевич и Серый волк 4), co-réalisé avec Constantin Feoktistov
- 2020 : Le Cheval Youli et les Grandes Courses de chevaux (Конь Юлий и большие скачки), coréalisé avec Constantin Feoktistov

## Prix et distinctions
- 19e cérémonie des Aigles d'or : nomination à l'Aigle d'or du meilleur film d'animation pour Ivan Tsarévitch et le Loup gris 4